# Tusshar Kapoor
Tusshar Kapoor (Bombay, 20 november 1976) is een Indiaas acteur en filmproducent die voornamelijk in de Hindi filmindustrie actief is.

## Biografie
Kapoor is de zoon van acteur Jeetendra. Zijn acteercarrière begon met een rol in een aflevering van de televisieserie C.I.D (1998). Hij begon zijn filmcarrière als assistent regie voor de film Chal Mere Bhai (2000), een maakte zijn debuut als hoofdrolspeler in Mujhe Kucch Kehna Hai (2001). Hij was mede-eigenaar van zijn familiebedrijf Balaji Telefilms en Balaji Motion Pictures van 2001 tot 2019. Hij startte zijn eigen productiebedrijf op genaamd Tusshar Entertainment House, waar Laxmii (2020) zijn eerste geproduceerde film van was.

## Privé
Kapoor koos voor IVF en werd in juni 2016 alleenstaande ouder van Laksshya Kapoor door middel van draagmoederschap.

## Filmografie

### Films
| Jaar | Film                    | Rol                | Opmerking             |
| ---- | ----------------------- | ------------------ | --------------------- |
| 2000 | Chal Mere Bhai          |                    | regie assistent       |
| 2001 | Mujhe Kucch Kehna Hai   | Karan              |                       |
| 2002 | Kyaa Dil Ne Kahaa       | Rahul              |                       |
| 2002 | Jeena Sirf Merre Liye   | Karan              |                       |
| 2003 | Kucch To Hai            | Karan              |                       |
| 2003 | Yeh Dil                 | Ravi               |                       |
| 2004 | Shart: The Challenge    | Jai Kapoor         |                       |
| 2004 | Gayab                   | Vishnu Prasad      |                       |
| 2004 | Khakee                  | agent Ashwin Gupte |                       |
| 2005 | Insan                   | Avinash            |                       |
| 2005 | Kyaa Kool Hai Hum       | Rahul              |                       |
| 2006 | Golmaal                 | Lucky              |                       |
| 2007 | Good Boy, Bad Boy       | Rajan Malhotra     |                       |
| 2007 | Kya Love Story Hai      | Arjun              |                       |
| 2007 | Shootout at Lokhandwala | Dilip Buwa         |                       |
| 2007 | Aggar                   | Aryan              |                       |
| 2007 | Dhol                    | Sameer Arya        |                       |
| 2008 | One Two Three           | Laxmi Narayan      |                       |
| 2008 | Om Shanti Om            | zichzelf           | nummer "Deewangi"     |
| 2008 | C Kkompany              | Akshay Kumar       |                       |
| 2008 | Halla Bol               | zichzelf           | gastoptreden          |
| 2008 | Sunday                  | zichzelf           | nummer "Manzar"       |
| 2008 | Golmaal Returns         | Lucky              |                       |
| 2009 | Life Partner            | Bhavesh            |                       |
| 2010 | Golmaal 3               | Lucky              |                       |
| 2011 | Shor in the City        | Tilak              |                       |
| 2011 | Love U...Mr. Kalakaar!  | Sahil              |                       |
| 2011 | Hum Tum Shabana         | Rishi Malhotra     |                       |
| 2011 | The Dirty Picture       | Ramakanth          |                       |
| 2012 | Chaar Din Ki Chandni    | Veer Vikram Singh  |                       |
| 2012 | Kyaa Super Kool Hai Hum | Aditya/John        |                       |
| 2013 | Shootout at Wadala      | Sheikh Munir       |                       |
| 2013 | Bajatey Raho            | Sukhi              |                       |
| 2016 | Kyaa Kool Hain Hum 3    | Kanhaiya           |                       |
| 2016 | Mastizaade              | Sunny Kele         |                       |
| 2017 | Poster Boys             | Lucky              | gastoptreden          |
| 2017 | Golmaal Again           | Lucky              |                       |
| 2018 | Simmba                  | zichzelf           | nummer "Aankh Maarey" |
| 2020 | Laxmii                  |                    | producent             |
| 2022 | Maarrich                | Rajiv Dixit        | ook producent         |
| 2024 | Love Sex Aur Dhokha 2   | zichzelf           | gastoptreden          |
| 2025 | Kapkapiii               | Kabir              |                       |

### Webseries
| Jaar | Serie                                  | Rol          | Platform        |
| ---- | -------------------------------------- | ------------ | --------------- |
| 2019 | Booo Sabki Phategi                     | Manav        | ALTBalaji       |
| 2020 | Fabulous Lives of Bollywood Wives (S1) | gast         | Netflix         |
| 2023 | Pop Kaun?                              | gastoptreden | Disney+ Hotstar |
| 2024 | Dus June ki Raat - Chapter 1           | Panauti      | JioCinema       |